# مقدار ماده
مقدار ماده، کمیتی است که بیان‌کنندهٔ نسبت حجم یک مجموعه از ذرات بنیادی مانند اتم‌ها، مولکول‌ها و الکترون‌ها به حجم یکی از آن‌ها است. مقدار ماده با تعداد ذرات بنیادی موجود در ماده متناسب است.
در سیستم استاندارد بین‌المللی واحدها (سیستم SI)، یکای مقدار ماده، مول است. یک مول، مقداری از هر ماده‌است که تعداد ذرات بنیادی آن (مولکول یا اتم) برابر با تعداد اتم‌های موجود در ۱۲ گرم از کربن-۱۲ است. این تعداد، عدد آووگادرو نامیده شده و برابر است با ۱۰۲۳ × ۶٫۰۲۲۱۴۱۹۹.مقدار ماده جزء هفت کمیت اصلی سیستم SI است. که از روی هیچ کمیت دیگری تولید نمیشود و تعریفی مستقل از کمیتهای فرعی دارد.